# Aerobryidium subpiligerum
Aerobryidium subpiligerum là một loài Rêu trong họ Meteoriaceae. Loài này được (Hampe) Cardot miêu tả khoa học đầu tiên năm 1915.